# 祭巾

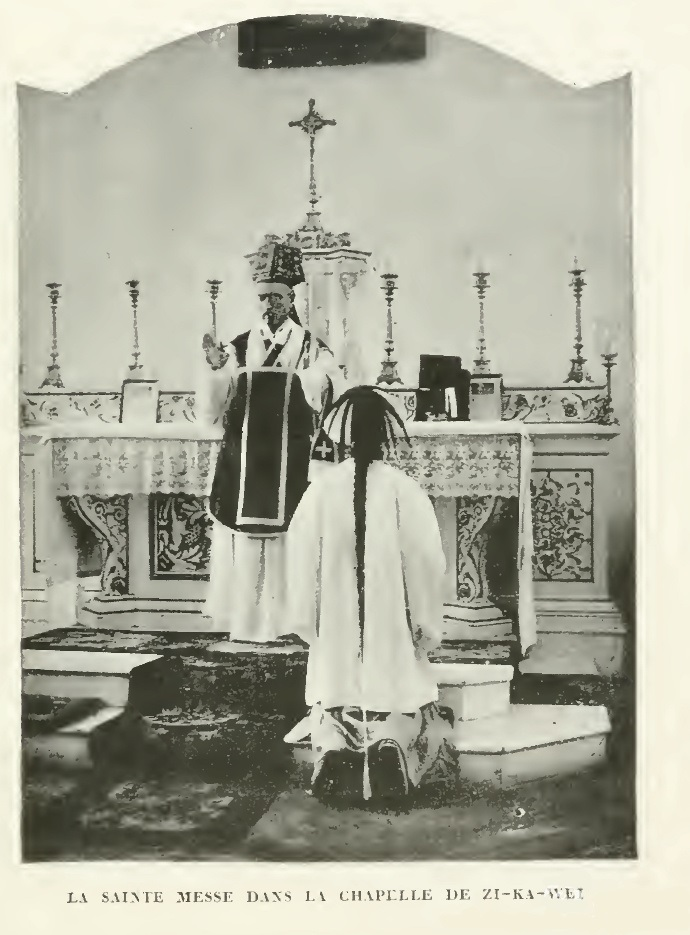
清朝约1870或1880年代，在中国徐家汇礼拜堂举行的弥撒。图中站立的教士所戴的是祭巾。

祭巾是中国天主教历史上采用过的一种中国式样的宗教冠帽。

## 简介
1613年，龙华民派金尼阁（N．Trigaut，1577年—1628年）启程赴罗马。1614年，金尼阁到达罗马，向即将离任的耶稣会总会长克劳迪奥·阿奎维瓦（C．Aquaviva）呈上“五十《建议》”（Fifty Postulata），包括：（1）设中华传教区，与日本传教区分开；（2）准许翻译经典，司铎采用中文举行圣祭、圣事、日课；（3）准许中国人在礼仪中戴冠（祭巾）。金尼阁还征询了白敏（R．Bellarmine）枢机的意见，白敏过去是利玛窦的老师，他认为用拉丁文之外的语言举行礼仪是可能的，而且有先例，但他认为只能用高雅而非粗鄙的语言举行礼仪。
1615年1月15日，圣部会议（教宗保禄五世在场）特准在中国的耶稣会士用高雅的中文翻译圣经、举行弥撒、日课祈祷，并且可以在礼仪中戴冠（祭巾）。1615年3月26日，圣部会议（教宗保禄五世仍在场），由白敏主持，为解决上次会议中未决事项，决定：（1）所有在华传教士可以在礼仪中戴冠（祭巾）；（2）准许在华传教士用中文举行弥撒、日课、全部圣事及圣仪，但须符合罗马礼规，并且须获得主教同意。
1622年，教宗额我略十三世颁布《神妙莫测》宪章，设立传信部，指示传教事务。1628年，金尼阁去世，因中文用语存在争议，圣经的中文翻译工作未开始。1629年，艾儒略（P．Aleni，S．J，1582年—1649年）编写《弥撒祭义》（小本弥撒手册），这是首本用中文说明弥撒礼仪的图书。该书第一部分说明了新约和旧约中的祭祀概念、圣堂建筑与祭坛、教会圣统制、祭衣、弥撒礼仪、弥撒圣祭之效果、辅祭方式；第二部分说明了弥撒的主要组成部分。该书也说明了「祭巾」的象征意义。
1924年5月15日，在中国上海召開第一屆天主教全國主教公會議（Primum Concilium Sinense）（简称“上海会议”），首任教廷驻中国宗座代表刚恒毅总主教任会议主席，会议的总结文告《PRIMUM CONCILIUM SINENSE ANNO 1924 ACTA- DECRETA ET NORMAE -VOTA，etc》（天主教全国主教公会议法令与规章汇编）公布了法则861条，其中終結了祭巾和中文彌撒，以使中國天主教會與普世拉丁教會看齊。